# Meresankh I.
Meresank I. je bila egipatska kraljica supruga iz 3. dinastije, a spomenuta je na Kamenu iz Palerma i u Meidumu.

## Etimologija
Meresankino ime znači "ona voli život".

## Životopis
Meresankh je bila "manja" žena faraona Hunija, kojem je rodila sina i nasljednika Snofrua. Meresankin slavni unuk bio je Kufu, koji je jednu od svojih kćeri nazvao po svojoj baki - Meresank II. Također, postojala je i kraljica Meresankh III.; ona i Meresankh II. potječu od Meresankh I. Meresankh I., Džefatnebti i Huni su rodonačelnici kraljevske obitelji 4. dinastije jer je Snofru bio prvi faraon te dinastije.